# Randolph County, Georgia
Randolph County är ett administrativt område i delstaten Georgia, USA, med 7 719 invånare. Den administrativa huvudorten (county seat) är Cuthbert.

## Geografi
Enligt United States Census Bureau har countyt en total area på 1 116 km². 1 112 km² av den arean är land och 4 km² är vatten.

### Angränsande countyn
- Stewart County, Georgia - nord
- Webster County, Georgia - nordost
- Terrell County, Georgia - öst
- Calhoun County, Georgia - sydost
- Clay County, Georgia - sydväst
- Quitman County, Georgia - väst

## Orter
- Coleman
- Cuthbert (huvudort)